# Минасэ, Инори
Инори Минасэ (яп. 水瀬 いのり Минасэ Инори, род. 2 декабря 1995, Токио) — японская сэйю, актриса и певица. Имеет контракты с Sony Music Artists и King Records.

## Биография
Минасэ родилась 2 декабря 1995 года в Токио. С детства её любимыми персонажами аниме были Сейлор Венера из «Сейлор Мун» и Ран Мори из Detective Conan, что послужило источником вдохновения стать сэйю, пока она не узнала от матери о подборе актёров. В детстве она также занималась карате, а в начальных классах помимо актёрской школы посещала школу тенниса, которую, однако, оставила ради карьеры актрисы.
В 2010 году она приняла участие в спонсорских прослушиваниях «Anisutoteresu», проводимых Sony Music, и в первом раунде победила, получив дебютную роль Акари Окамото в Seikimatsu Occult Gakuin.
2 декабря 2015 года, в день её двадцатилетия, на King Records вышел её дебютный сингл в качестве сольного исполнителя — «Yume no Tsubomi» (яп. 夢のつぼみ Юмэ но Цубоми). Он занял 11-е место в еженедельном чарте Oricon.
На десятой церемонии Seiyu Awards, прошедшей 12 марта 2016 года, Минасэ удостоилась награды как лучшая актриса в главной роли. 5 апреля 2017 года был выпущен первый альбом певицы под названием Innocent flower, который достиг 3-го места в еженедельном чарте Oricon.

## Роли

### Аниме-сериалы
2010
- Seikimatsu Occult Gakuin — Акари Окамото

2011
- Uta no Prince-sama Maji Love 1000 % — Сё Курусо (в молодости), ученица старшей школы

2012
- NUKKO — Сумирэ Итиё
- Papa no Iukoto o Kikinasai! — воспитательница
- Senki Zesshou Symphogear — исследователь, женщина

2013
- Love Lab — Судзунэ Танахаси
- Super Seisyun Brothers — Сиё Охара
- Uta no Prince-sama Maji Love 2000 % — ребёнок, девушка, Сесил (в детстве)

2014
- Aldnoah.Zero — Эддельритуо
- Esuka & Roji no Atorie: Tasogare no Sora no Renkinjutsushi — девушка
- Black Bullet — Асака Мибу
- Futsuu no Joshikousei ga Locodol Yattemita — Мираи Надзукари
- Gochuumon wa Usagi Desuka? — Тино Кафу
- Nobunaga the Fool — Току, Тибиханэ
- Robot Girls Z — Гре-тян
- Sora no Mesoddo — Ноэль
- Sugar Soldier — Макото Кисараги
- «Твоя апрельская ложь» — Мэгу (3 серия)

2015
- Aldnoah.Zero 2nd Season — Эддельритуо
- Hidan no Aria AA — Нонока Мамия
- Comet Lucifer — Мо Ритика Цецес Ура
- Gakkou Gurashi! — Юки Такэя
- Gochuumon wa Usagi desu ka?? — Тино Кафу
- Is It Wrong to Try to Pick Up Girls in a Dungeon? — Гестия
- Jitsu wa Watashi wa — Нагиса Айдзава
- Miritari! — сержант Шакиров
- Senki Zesshou Symphogear GX — Кэрол Малус Динхайм
- Utawarerumono: Itsuwari no Kamen — Нэконэ

2016
- Akagami no Shirayukihime 2 — Рона Шеназард
- Danganronpa 3: The End of Kibougamine Gakuen — Рурука Андо
- Divine Gate — Шекспир
- Heavy Object — Орихимэ
- Love Live! Sunshine!! — школьница
- Luck & Logic — Мана Асуха
- Mahou Shoujo Lyrical Nanoha ViVid — Фука Ревентон
- Mahou Shoujo Ikusei Keikaku — Свим Свим / Аяна Саканаги
- Nejimaki Seirei Senki: Tenkyou no Alderamin — Шамий Китра Катварнманиник
- Netoge no Yome wa Onna no Ko Janai to Omotta? — Аканэ Сэгава / Швайн
- Nobunaga no Shinobi — Тидори
- Ragnastrike Angels — Мока Михимэ
- «Re:Zero. Жизнь с нуля в альтернативном мире» — Рем

2017
- 18if — Нэнэ Хигасияма
- Gabriel DropOut — Таприс Шугарбелл Тисаки
- Himouto! Umaru-chan R — Конго Хикару
- Kirakira PreCure a la Mode — Сиэль Кирахоси
- Masamune-kun no Revenge — Ёсино Коиваи
- Re:Creators — Метеора Эстеррайх
- Shoujo Shuumatsu Ryokou — Тито
- Tsurezure Children — Тидзуру Такано

2019
- The Quintessential Quintuplets — Ицуки Накано

2020
- Assault Lily Bouquet — Ити Танака
- Kuma Kuma Kuma Bear — Сиа Фошроуз
- My Next Life as a Villainess: All Routes Lead to Doom! — София Аскарт
- Sleepy Princess in the Demon Castle — принцесса Суялис
- Somali and the Forest Spirit — Сомали

2021
- «Герой-рационал перестраивает королевство» — Лисия Эльфриден

2022
- Boruto: Naruto Next Generations — Каэ Юкивари (с 261 серии)

### Анимационные фильмы
- Kokoro ga Sakebitagatterunda. (2015) — Дзюн Нарусэ
- Monster Strike The Movie (2016) — Эпоха

### OVA
- Suisei no Gargantia: Meguru Kouro, Haruka (2014—2015) — Рима

### ONA
- Robot Girls Z+ (2015) — Гре-тян

### Drama CD
- Reincarnated as a Sword (2022) — Фран

### Дорамы
- «Аматян» (2013) — Рина Нарита
- Ano Hi Mita Hana no Namae o Bokutachi wa Mada Shiranai. (2015) — официантка

### Игровые фильмы
- Kokoro ga Sakebitagatterunda. (2017) — ученица старшей школы

### Видеоигры
- The Legend of Heroes: Trails of Cold Steel III — Алтина Орион
- Ar nosurge: Umare Izuru Hoshi no Inoru Uta — Касти Риануа
- Ciel no Surge: Ushinawareta Hoshi e Sasagu Toki — Касти Риануа
- Granblue Fantasy — Дианта
- BlazBlue: Chrono Phantasma — Хомура Аманохосака
- Metal Senki — Кейт
- Xblaze Code: Embryo — Мэй Аманохосака
- Chain Chronicle — Монами, Моника, Нанаи
- Utawarerumono: Itsurwari no Kamen — Нэконэ
- Omega Quintet — Нэнэ
- Shironeko Tennis — Ноа
- Genei Ibunroku ♯FE — Цубаса Орибэ
- Chaos;Child — Уки Ямадзоэ
- Mujin Sensou 2099 — Юцуки Синори
- Fate/Grand Order — Сыма И (Райнес)
- Genshin Impact — Фурина

## Дискография

### Синглы
| Дата выхода    | Сингл                          | Высшие позиции в чартах Oricon | Альбом          |
| -------------- | ------------------------------ | ------------------------------ | --------------- |
| 2 декабря 2015 | «Yume no Tsubomi» (夢のつぼみ) | 11                             | Innocent flower |
| 13 апреля 2016 | «harmony ribbon»               | 10                             | Innocent flower |
| 9 ноября 2016  | «Starry Wish»                  | 8                              | Innocent flower |
| 9 августа 2017 | «Aimaimoko» (アイマイモコ)     | 12                             |                 |
| 6 мая 2021     | «Crystallize»                  |                                |                 |

### Альбомы
| Дата выхода   | Альбом          | Высшие позиции в чартах Oricon |
| ------------- | --------------- | ------------------------------ |
| 5 апреля 2017 | Innocent flower | 3                              |